# Цирконат свинца(II)
Цирконат свинца(II) — неорганическое соединение,
соль свинца и циркониевой кислоты
с формулой PbZrO3,
бесцветные кристаллы,
не растворяется в воде.

## Физические свойства
Цирконат свинца(II) образует бесцветные кристаллы
ромбической сингонии, пространственная группа P bam, параметры ячейки a = 0,58884 нм, b = 1,1771 нм, c = 0,8226 нм, Z = 8
.
Не растворяется в воде.
Является сегнетоэлектриком.